# 120-я истребительная авиационная эскадрилья
120-я истребительная авиационная эскадрилья (сербохорв. 120. lovačka avijacijska eskadrila / 120. ловачка авијацијска ескадрила) — авиационная эскадрилья военно-воздушных сил и войск ПВО СФРЮ.

## История
Образована в апреле 1960 года в Задаре в составе 83-го истребительного авиационного полка. Была оснащена американскими истребителями F-86 Sabre. В 1963 году перебазирована в Титоград. После расформирования полка в 19664—1965 годах была отдельной эскадрильей, позже вошла в состав 1-го авиационного корпуса. В 1966 году расформирована, на её основе создана 242-я истребительно-бомбардировочная авиационная эскадрилья, вошедшая в состав 97-го полка.